# Diglymma
Diglymma es un género de coleópteros adéfagos de la familia Carabidae. 

## Especies
Relación de especies:
- Diglymma castigatum Broun, 1909
- Diglymma clivinoides (Castelnau, 1868)
- Diglymma marginale Broun, 1914
- Diglymma obtusum (Broun, 1893)